# Johann Ludwig Böhner

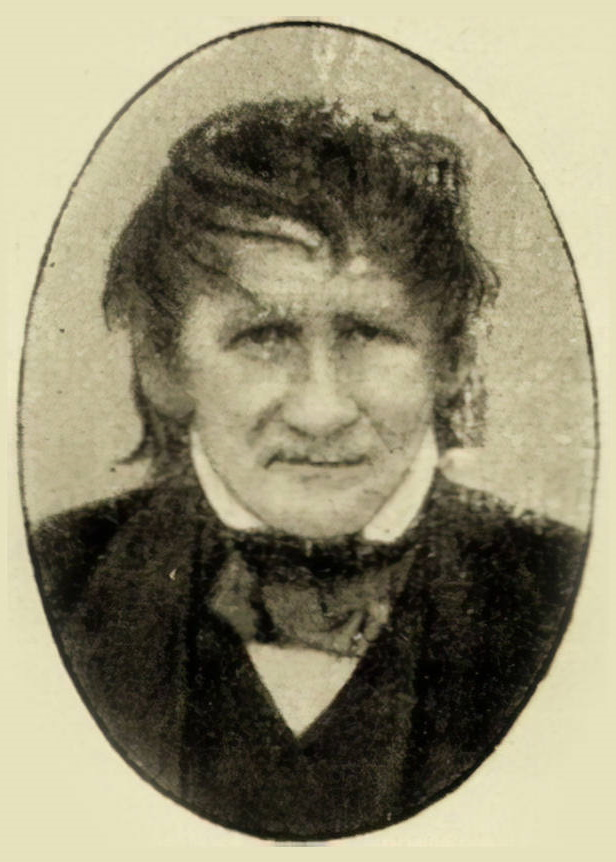
Johann Ludwig Böhner

Johann Ludwig Böhner (* 8. Januar 1787 in Töttelstädt bei Erfurt; † 28. März 1860 in Gotha) war ein deutscher Komponist, Pianist und Organist. Er war ein gefeierter Klavier- und Orgelvirtuose, galt zu Lebzeiten als ein hochbegabter Komponist und ein Meister musikalischer Improvisation und wurde von seinen Zeitgenossen als „Thüringer Mozart“ bezeichnet.

## Leben und Werk

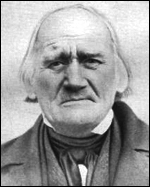
Johann Ludwig Böhner (Foto, um 1850)

Böhner wurde 1787 im thüringischen Töttelstädt geboren, das zum Herzogtum Gotha gehörte. Als Sohn des Kantors und Organisten seines Heimatortes, Johann Matthias Böhner, kam er bereits als Kind mit Musik in Berührung. Während seiner Gymnasialzeit in Erfurt erhielt er Kompositionsunterricht bei Michael Gotthard Fischer. 1797, mit 10 Jahren, vertonte er Schillers Hymne An die Freude. Ab 1805 war er in Gotha als Klavierlehrer tätig und lernte dort Ludwig Spohr kennen, dessen Kompositionsstil ihn hörbar beeinflusste. Böhner verfügte über eine beachtliche pianistische und kompositorische Begabung, die ihm später den Beinamen „Thüringer Mozart“ eintrug.
In den Jahren zwischen 1811 und 1814 hielt er sich überwiegend in Nürnberg auf. In dieser kurzen Zeit entstanden hier die meisten seiner wichtigen Kompositionen, darunter drei der fünf vielbeachteten Klavierkonzerte, die Fantasie für Klarinette und Orchester op. 21, sowie die Fantasie für Fagott und Orchester op. 1.
Nach 1815 bereiste er weite Teile Süddeutschlands und der Schweiz. Charakterliche Schwächen, zu denen auch Betrügereien gehörten, ließen ihn jedoch nirgends Fuß fassen, sodass er 1819 in Hamburg einen psychischen Zusammenbruch erlitt. Seine nicht ganz unbegründeten Plagiatsvorwürfe gegenüber anderen Komponisten (so beschuldigte er z. B. Carl Maria von Weber, die Melodie des Jungfernkranzes im Freischütz aus seinem D-Dur-Konzert gestohlen zu haben) führten ihn zu der Überzeugung, um seinen Erfolg betrogen worden zu sein.
Die restlichen Lebensjahre verbrachte Böhner vereinsamt und in ärmlichen Verhältnissen in Gotha. Nur noch gelegentlich blitzte sein Können auf, so 1844 in seiner einzigen Sinfonie d-Moll op. 130. Die Gothaische Zeitung vermerkte am 29. März 1860:

„In der vergangenen Nacht ist der einst in den weitesten Kreisen hochgefeierte Componist Ludwig Böhner nach wechselvollem Leben in hohem aber leider freudlosem Alter verstorben.“

## Erinnerungskultur

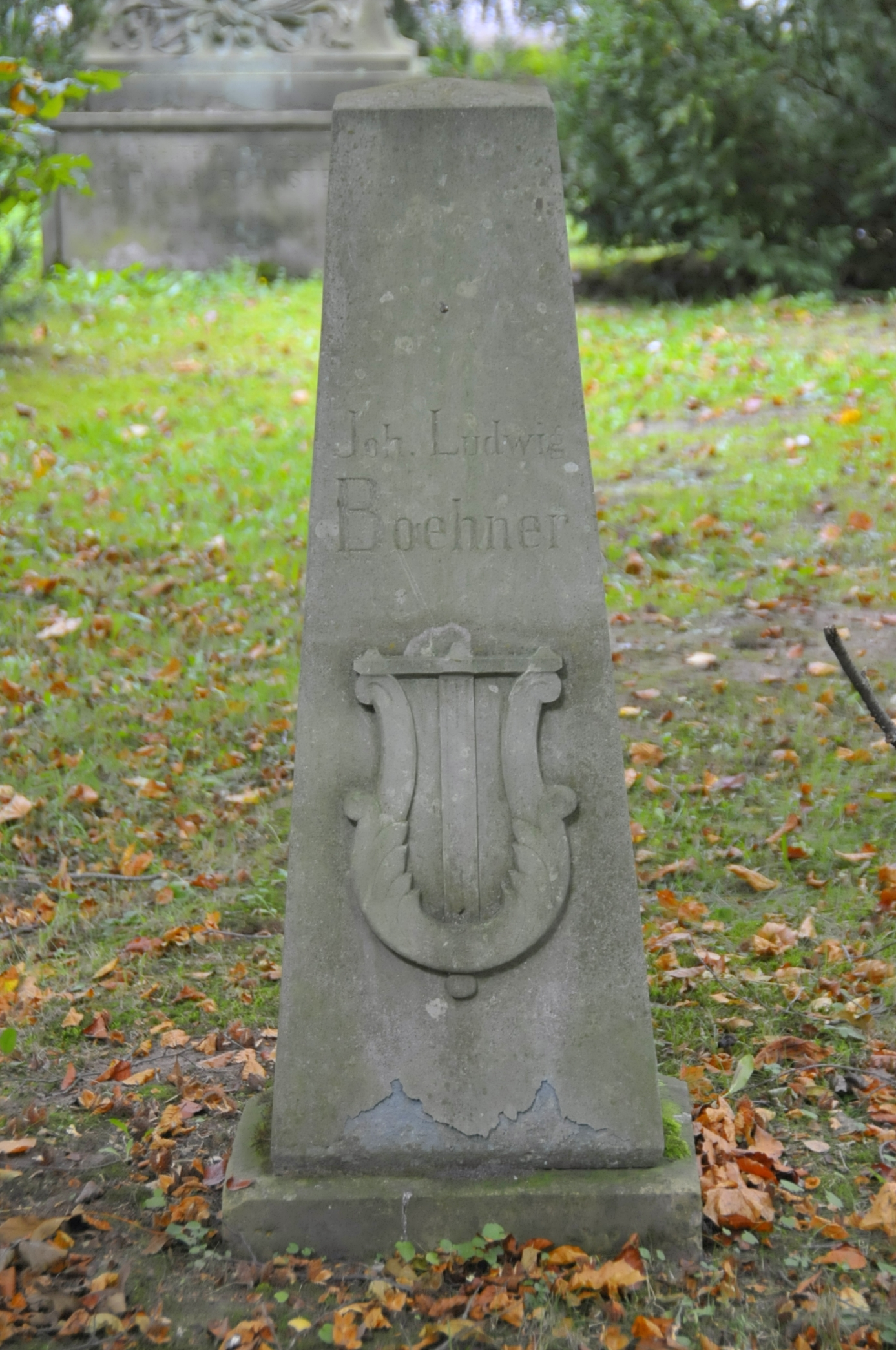
Grabstein auf dem Hauptfriedhof Gotha

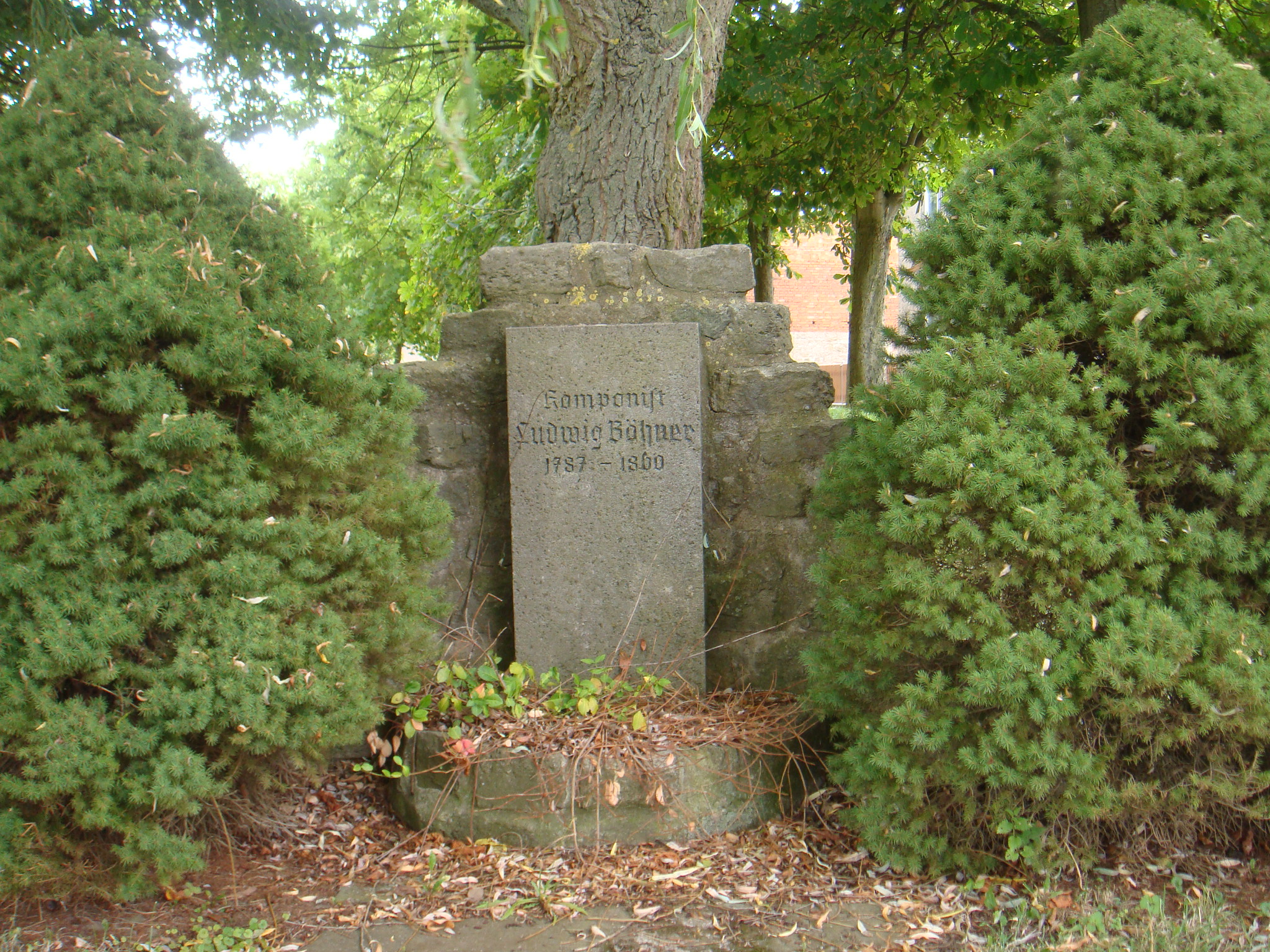
Gedenkstein an der Kirche seines Geburtsortes Töttelstädt

- Böhner fand seine letzte Ruhestätte auf dem Gothaer Friedhof III. Bei dessen Beräumung im Jahre 1969 wurde der Grabstein Böhners gesichert, der heute im Ehrenhain auf dem Hauptfriedhof steht.

- In Töttelstädt erinnert der Ludwig-Böhner-Platz und in Gotha die Böhnerstraße an den Komponisten.

## Werke auf Tonträgern
Das Landessinfonieorchester Thüringen (jetzt Thüringen Philharmonie Gotha) hat unter der Leitung von Hermann Breuer folgende Werke von Ludwig Böhner für das Label Es-Dur auf CD eingespielt:
- Fantasie für Fagott und Orchester op. 1 (Solist: Klaus Thunemann)
- Serenade F-Dur für Orchester op. 9
- Große Ouvertüre für Orchester op. 16
- Introduktion und Variationen für Fagott und Orchester op. 27 (Solist: Klaus Thunemann)
- Ouvertüre zur Oper Der Dreiherrenstein
- Fantasie und Variationen über ein Originalthema für Violine und Orchester e-Moll op. 94 (Solist: Viktor Barschewitsch)
- Große Sinfonie d-Moll op. 130.

## Autobiographie
- Beiträge zu meiner Lebensgeschichte, in: Neue Zeitschrift für Musik, Band 1, Nr. 65 vom 13. November 1834, S. 257–259 (Digitalisat) und Band 1, Nr. 66 vom 17. November 1834, S. 261–263 (Digitalisat)